# Panfiloviidae
Panfiloviidae (лат.) — семейство вымерших насекомых из отряда сетчатокрылых, названное в честь Дмитрия Викторовича Панфилова. Время существования ограничивается юрским периодом (183,0—157,3 млн лет назад). На февраль 2019 года описано всего четыре вида, принадлежащих семейству. По жилкованию крыльев Panfiloviidae ближе всего к Grammolingiidae, другому юрскому семейству сетчатокрылых.

## Описание
Крупные насекомые. По форме и характеру жилкования передние и задние крылья походи. Размах передних крыльев 35-90 мм, задних - 70-80 мм. Костальная жилка толстая. Подкостальные жилки идут под углом к субкостальной. Субкостальная и первая радиальная жилки могут сливаться на вершине крыла. Медиальная жилка раздвоена у основания крыла на передних крыльях. Передняя кубитальная жилка длинная, вливается в край крыла за серединой заднего края крыла, задняя кубитальная жилка короткая.

## Виды
- Epipanfilovia Yang, Makarkin & Ren, 2013
  - Epipanfilovia oviformis Yang, Makarkin & Ren, 2013 — средняя юра Китая
  - Epipanfilovia fasciata (Ponomarenko, 1996) — верхняя юра Казахстана
- Panfilovia Makarkin, 1990
  - Panfilovia acuminata (Panfilov, 1980) — нижняя юра Германии
- Opapanfilovia Khramov et Vasilenko, 2019
  - Opapanfilovia bonata (Khramov et Vasilenko, 2019) — нижняя/средняя юра Киргизии[4]